# Les Nouveaux Croisés d'Orient
 (août 2019).
Si vous disposez d'ouvrages ou d'articles de référence ou si vous connaissez des sites web de qualité traitant du thème abordé ici, merci de compléter l'article en donnant les références utiles à sa vérifiabilité et en les liant à la section « Notes et références ».
Les Nouveaux Croisés d'Orient (sous-titré Portrait d'un mercenaire français) est un  documentaire français réalisé par Jocelyne Saab en 1975.

## Synopsis
Godet a fait la guerre d'Algérie. Au moment du film, en 1975, il entraîne les milices phalangistes au combat. Jocelyne Saab le laisse dresser son portrait devant sa caméra.

## Fiche technique
- Réalisation : Jocelyne Saab
- Journaliste : Jörg Stocklin
- Image : Gérard Simon, Hassan Naamani
- Son : Marc Mourani, Michel Beruet
- Montage : Philippe Gosselet, Marie-Jean de Susini
- Production : Jocelyne Saab
- Droits de diffusion : Nessim Ricardou